# Kunigunda brandenburgi hercegnő
Kunigunda hercegnő (1247 körül – 1288/más források szerint 1292. június 9. után) brandenburgi hercegnő. Apja III. Ottó brandenburgi őrgróf (1215-1267), anyja Beatrix cseh hercegnő (†1286), II. Ottokár cseh király nővére.
Az apja és IV. Béla magyar király között kötött 1261-ben kötött béke értelmében IV. Béla legkedvesebb fiával, Béla herceggel jegyezték el, a házasságot 1264. október 25-én kötötték meg. Béla azonban már 1269-ben meghalt, és a gyermektelen özvegy kilenc évvel később, 1278. január 10-én újra férjhez ment, V. Walram limburgi herceggel lépett házasságra. Második házassága is gyermektelen maradt. Férje halála (1279) után valószínűleg kolostorba vonult.

## Külső hivatkozások
- A Pallas nagy lexikona
- Magyar katolikus lexikon
- Árpád-ház